# Famine aux Pays-Bas en 1944
Pour un article plus général, voir Pays-Bas pendant la Seconde Guerre mondiale.
La famine aux Pays-Bas en 1944 (Hongerwinter en néerlandais, « hiver de la faim ») eut lieu dans la partie des Pays-Bas occupée par les Allemands, en particulier dans les provinces densément peuplées de l'Ouest, près des grands fleuves, au cours de l'hiver de 1944-1945, à la fin de la Seconde Guerre mondiale. Un blocus allemand, pour punir la réticence des Néerlandais à soutenir l'effort de guerre nazi, coupa les livraisons de nourriture et de carburant depuis les zones agricoles. 
Environ 4,5 millions de personnes touchées par cette famine survécurent grâce aux soupes populaires et à peu près 22 000 décédèrent en raison de la famine,. Les plus touchés, selon les registres de décès, furent les hommes âgés, ce qui a laissé des séquelles épigénétique chez les enfants conçus durant cette période, pour au moins trois générations.

## Causes et histoire
Vers la fin de la Seconde Guerre mondiale, les approvisionnements alimentaires devinrent de plus en plus rares aux Pays-Bas. 
Après le débarquement des forces alliées en Normandie, les conditions de vie empirèrent dans les parties occupées par les nazis. Les Alliés réussirent à libérer la partie sud du pays, mais leurs efforts en vue de sa libération complète connurent un arrêt brutal lorsque l'opération Market Garden et leur tentative de prendre le contrôle du pont sur le Rhin à Arnhem échouèrent. La conquête des approches du port d'Anvers (la bataille de l'Escaut) fut retardée en raison de la préoccupation de Montgomery pour Market Garden.
Quand, en septembre 1944, les chemins de fer nationaux se conformèrent à l'appel de la grève du gouvernement néerlandais en exil afin d’aider à la libération du pays par les Alliés, l'administration allemande riposta par un embargo sur le transport de toutes denrées alimentaires dans l'Ouest des Pays-Bas.

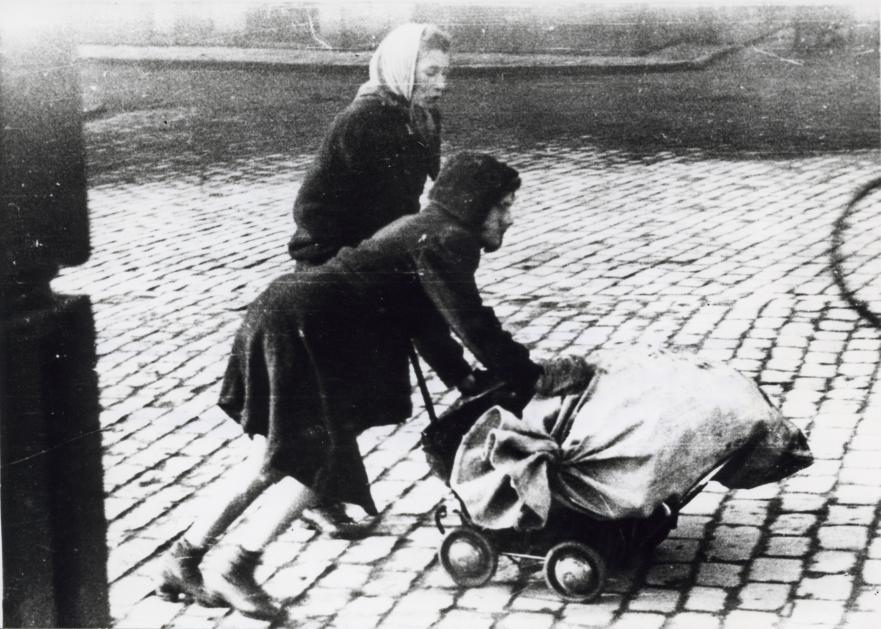
Deux femmes poussant un sac de nourriture lors de « l'hiver de la faim ».

Au moment où l’embargo fut partiellement levé au début de novembre 1944, permettant à quelques transports alimentaires fluviaux de passer, l'hiver inhabituellement précoce et sévère était déjà arrivé. Les canaux gelèrent et devinrent impraticables pour les barges.

## Alimentation
Les stocks de nourriture furent rapidement épuisés dans les villes des Pays-Bas occidentaux. Les rations pour adultes dans des villes comme Amsterdam chutèrent en dessous de 1 000 kilocalories (4 200 kilojoules) par jour à la fin de novembre 1944 et à 580 kilocalories à la fin de février 1945. Au cours de cet Hongerwinter (« hiver de la faim ») , un certain nombre de facteurs se sont combinés pour provoquer la famine : l'hiver lui-même était inhabituellement sévère et l'armée allemande en retraite avait détruit les quais et les ponts pour inonder le pays et entraver l'avance des Alliés. Comme les Pays-Bas devinrent l'un des principaux champs de bataille à l'Ouest, la dislocation et la destruction généralisée des infrastructures dues à la guerre ruinèrent une grande partie des terres agricoles et rendit très difficile le transport des stocks alimentaires.
Les zones touchées comptaient 4,5 millions de personnes. Le beurre disparut après octobre 1944. La fourniture de matières grasses végétales diminua à un minuscule approvisionnement de 1,3 litre par personne pour sept mois. Au début, 100 grammes de fromage étaient attribués pour deux semaines, les coupons de viande perdirent toute valeur. La ration de pain avait déjà chuté de 2 200 à 1 800 grammes par semaine, pour finalement atteindre 1 400 grammes. Puis elle descendit à 1 000 grammes par semaine en octobre, et en avril 1945, à 400 grammes. Avec un kilo de pommes de terre, cela constituait la totalité de la ration hebdomadaire. Le marché noir se trouva progressivement à court de denrées alimentaires également, et avec le gaz, l'électricité et les réseaux de chaleur coupés, le froid et la faim touchèrent durement la population.

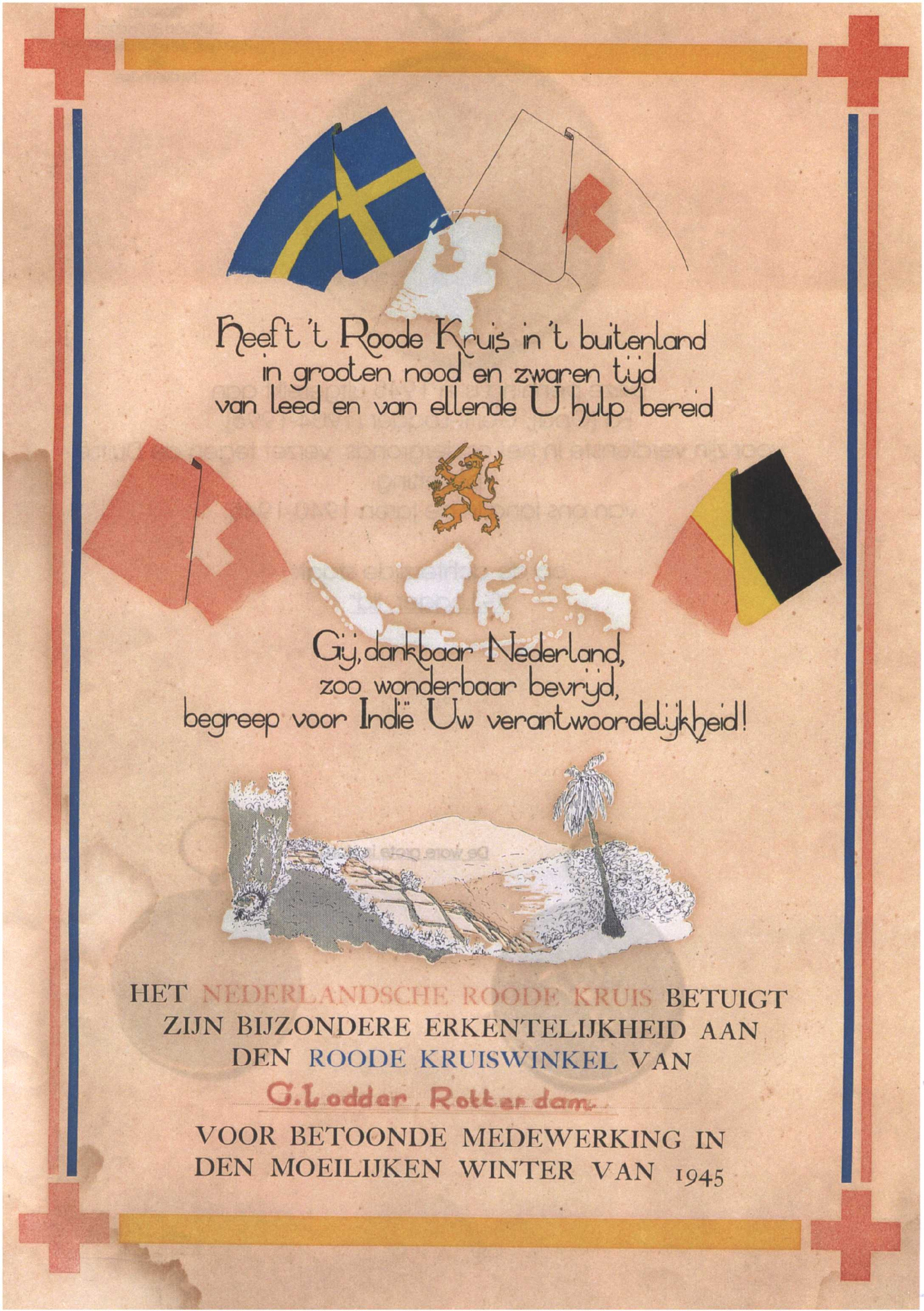
Une lettre de commémoration donnée à un épicier dont le magasin a servi de point de distribution du « pain suédois » par la Croix-Rouge.

Dans leur recherche de nourriture, les gens marchaient des dizaines de kilomètres pour échanger des objets de valeur contre des denrées alimentaires dans les fermes. Les bulbes de tulipes et les betteraves à sucre furent consommés couramment. Les meubles et les maisons furent démantelés pour fournir du combustible pour le chauffage. De septembre 1944 à début 1945, la mort de 18 000 Néerlandais fut attribuée à la malnutrition comme cause principale et dans beaucoup d'autres cas comme facteur contributif. La famine prit fin avec la libération de l’Ouest des Pays-Bas en mai 1945. Peu avant, une certaine amélioration était venue du « pain suédois », qui était cuit aux Pays-Bas, mais fabriqué à partir de farine en provenance de Suède. Peu de temps après ces envois, les occupants allemands autorisèrent les largages aériens coordonnés de nourriture par la Royal Air Force sur le territoire néerlandais qu’ils occupaient lors de l'opération Manna. Les deux événements sont souvent confondus, entraînant même la commémoration de pain parachuté, ce qui n'est jamais arrivé.

## Héritage
Cette famine était pratiquement unique car elle eut lieu dans un pays moderne, développé et alphabétisé, quoique souffrant de privations dues à l'occupation et à la guerre (telle que la famine pendant le siège de Leningrad). L'expérience bien documentée a permis aux scientifiques de mesurer les effets de la famine sur la santé humaine.
L'« étude de la cohorte de naissances de la famine hollandaise », menée par les services d'épidémiologie clinique et de biostatistique, de gynécologie et d'obstétrique et de médecine interne du Centre médical académique d'Amsterdam, en collaboration avec l'Unité d'épidémiologie environnementale du conseil de la recherche médicale de l'université de Southampton en Grande-Bretagne, constata que les enfants de femmes enceintes exposées à la famine étaient plus sensibles au diabète, à l'obésité, aux maladies cardiovasculaires, à la microalbuminurie et à d'autres problèmes de santé.

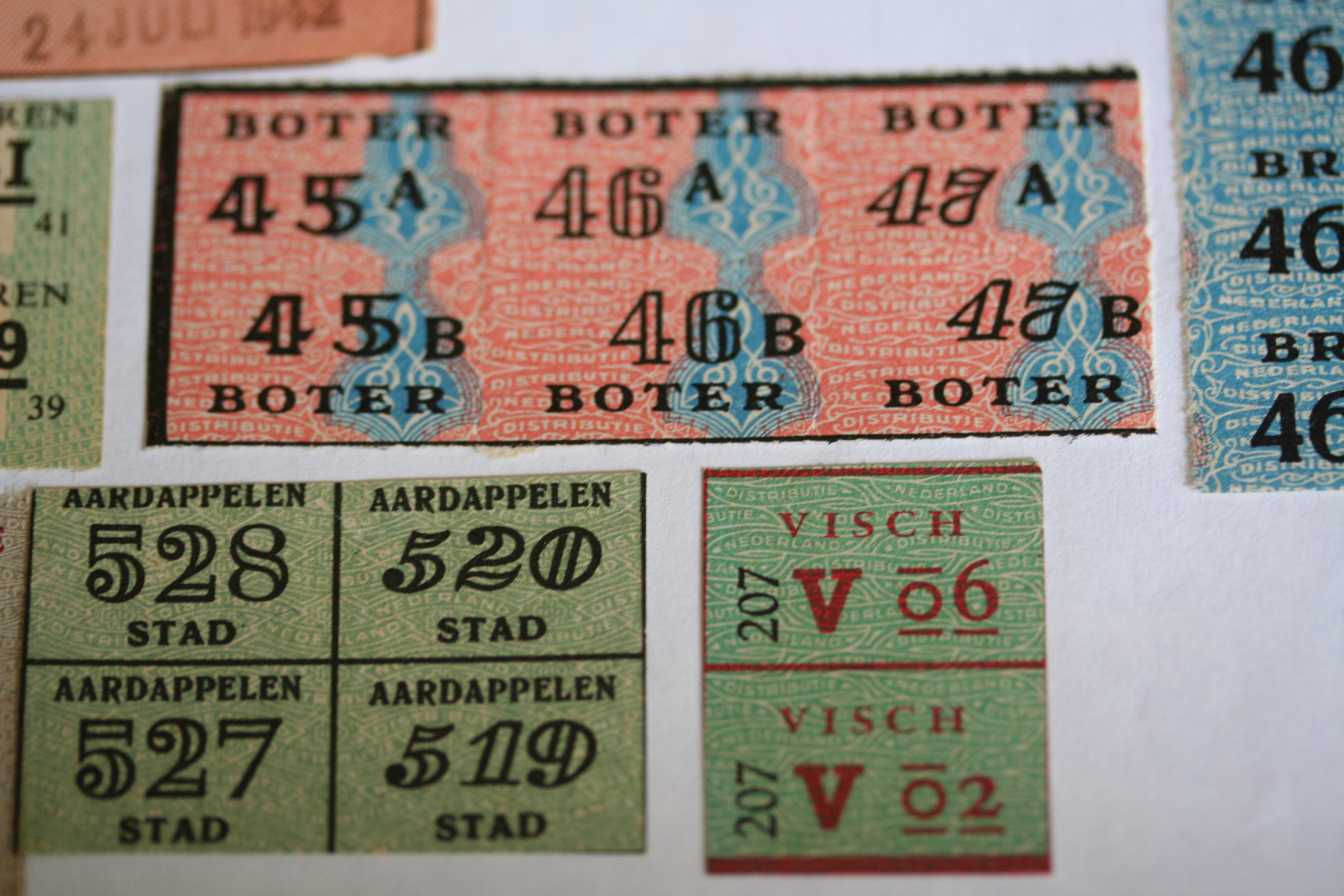
Coupons néerlandais de rationnement de la Seconde Guerre mondiale.

Par ailleurs, les enfants des femmes qui étaient enceintes au cours de la famine étaient plus petits. Et, de façon surprenante, lorsque ces enfants grandirent et eurent des enfants, ces enfants (de seconde, et même de troisième génération) étaient aussi plus petits que la moyenne et plus vulnérables aux maladies métaboliques. Ces données suggèrent que la famine vécue par les mères avait provoqué une  modifications épigénétiques qui ont été transmises à la génération suivante.
De nos jours, cet hiver est parfois commémoré par un repas moindre, insuffisant pour une bonne nutrition.

## Changements épigénétiques
La découverte de la cause de la maladie cœliaque peut également être attribuée en partie à la famine hollandaise. 
Ne disposant de blé qu’en très petite quantité, il y avait une amélioration de la pupille des enfants des patients cœliaques. Des histoires racontent[évasif] que les premières précieuses fournitures de pain étant données spécifiquement aux enfants malades (qui ne l’étaient plus), cela provoquait une rechute immédiate. Ainsi, dans les années 1940, le pédiatre néerlandais Willem Dicke a été en mesure de corroborer son hypothèse émise précédemment, que la consommation de blé aggravait la maladie cœliaque. Plus tard, Dicke continua ses travaux pour prouver sa théorie.
Audrey Hepburn passa son enfance aux Pays-Bas pendant la famine. Elle souffrait d’anémie, de maladies respiratoires, et d'œdème qui en furent la conséquence. En outre, sa dépression clinique fut attribuée à la malnutrition.
Des recherches universitaires ultérieures sur les enfants qui avaient été touchés durant le deuxième trimestre de la grossesse de leur mère, mirent en évidence une incidence accrue de la schizophrénie chez ces enfants. Les taux de personnalité schizophrénique et de défauts neurologiques étaient également plus élevés parmi eux.